# Viktor von Holleben
Viktor Friedrich Ludwig von Holleben (* 24. Februar 1737 in Beerbach; † 6. Juli 1808 in Königsberg) war ein preußischer Generalmajor.

## Leben

### Herkunft
Seine Eltern waren der markgräfliche bayreuther Oberst Ernst Ludwig von Holleben (* 16. Juli 1705; † 13. Mai 1771) und dessen Ehefrau Charlotte Erdmuthe, geborene von Stürzel (* 1711 in Beerbach) aus dem Haus Beerbach.

### Militärkarriere
Holleben kam 1751 in das Regiment Garde zu Fuß der Württembergischen Armee in Stuttgart. Während des Siebenjährigen Krieges kämpfte er gegen die Preußen und stieg bis Juni 1760 zum Hauptmann und Kompaniechef auf. Am 17. Oktober 1762 wurde Holleben in das Grenadierbataillon „von Haus“ versetzt, aber am 23. Februar 1763 kam er wieder in das Leibgrenadierregiment. Am 9. Januar 1764 wurde er dann Oberstwachtmeister im Infanterieregiment „vakant, von Wolf“, bis Holleben am 4. August 1765 aus württembergischen Diensten ausschied. 
Der Flügeladjutant Linckersdorff holte Holleben in preußische Dienste und stellte ihn am 7. Mai 1767 König Friedrich II. vor. Der nahm ihn am 2. August 1768 in seine Garde auf, wo Holleben bis Frühjahr seinen Dienst versah. Aber erst am 1. April 1771 wurde er als Kapitän und Kompaniechef im Infanterieregiment „von Tettenborn“ in der Preußischen Armee angestellt. Als solcher nahm er 1778/79 am Bayerischen Erbfolgekrieg teil. Am 5. Oktober 1784 avancierte Holleben zum Major und am 3. Oktober 1785 zum Bataillonskommandeur. Er wurde am 23. Mai 1792 Oberstleutnant und am 10. Januar 1794 Oberst. Während des Feldzuges in Polen kämpfte Holleben 1794/95 im Gefecht bei Gawisky. Am 22. März 1798 wurde er zum Regimentskommandeur ernannt. Holleben erhielt am 25. März 1799 seine Demission als Generalmajor mit einer Pension von 800 Talern. Dazu erhielt er am 9. April 1799 die Erlaubnis die Uniform seines alten Regiments tragen zu dürfen. Nach dem Zusammenbruch Preußens 1806 wollte er sich freiwillig melden, wurde aber wegen seines Alters abgelehnt. Er starb am 6. Juli 1808 in Königsberg.

### Familie
Holleben heiratete am 4. Oktober 1771 in Königsberg Karoline Luise Albertine von Keith (* 1754 auf Moritten; † 31. März 1807). Das Paar hatte mehrere Kinder:
- Johann Anton (* 19. Oktober 1793; † jung)
- Alexander Wilhelm Ludwig (* 25. Oktober 1774; † Juni 1846), Leutnant
- Luise Elisabeth Karoline (* 30. November 1776; † 3. November 1794)
- Auguste Charlotte Antoinette (* 14. Dezember 1777; † 3. November 1808) ⚭ 1804 Leopold (Ludwig) von Lüdinghausen genannt Wolff[2], Leutnant der 2. Ostpreußischen Füsilierbrigade
- Elisabeth Christiane Friederike (* 22. Juli 1781; † jung)
- Johann Ferdinand Ludwig (* 22. November 1782; † jung)
- Anna Wilhelmine Albertine (* 3. Januar 1784; † 31. Juli 1854) ⚭ 1809 Johann Friedrich Richter, Amtsmann
- Charlotte Ernestine Henriette (* 26. November 1785); † jung
- Wilhelmine Aurora Albertine (* 28. Januar 1787; † jung)
- Friederike Luise Elisabeth (* 23. Juni 1788; 7. September 1826)
- Karl Ludwig Ferdinand (* 8. Juli 1789; † jung)
- August Ernst Ludwig (* 4. Juli 1792; † 8. Juni 1825) ⚭ 1819 Luise Rosine von Hamilton (* 2. März 1797; † 15. September 1869)[3]
- Ludowike Ernstine Pauline (* 6. April 1796 (1798); † 16. Juni 1833) ⚭ 1825 Friedrich Julius Maximilian de la Poussadiere († 24. Oktober 1853), Herr auf Wichbold